# Ramon Pei i Desclau
Ramon Pei i Desclau (Gironella, 1907- Vilalba dels Arcs, 1938). Escriptor, periodista i aventurer català.

## Vida i obra
Va néixer a la vila de Gironella, a la comarca del Berguedà, a l'any 1907. Residí fins als 13 anys a aquest lloc, a on aprengué les primeres lletres de la mà del seu padrí de bateig, el sacerdot Mn. Josep Bover, home d'extensa cultura que segurament l'inicià en la llengua francesa i en el coneixement de la música. Internat a Barcelona, cursà la carrera de Magisteri i, més endavant, inicià estudis a la Facultat de Dret.
Freqüentava, per aquells anys, la coneguda tertúlia de la Penya de l'Ateneu Barcelonès, animada pel doctor Joaquim Borralleras (amb antecedents familiars a Prats de Lluçanès), al costat de figures cabdals de les lletres catalanes de l'època, com ara Josep M. de Sagarra, Domènec Guansé (amb qui Pei escriví a quatre mans la seva única novel·la: Com vaig assassinar Georgina), i tants d'altres. Pei dominava, a més a més de l'espanyol i el francès, l'anglès i l'alemany, que havia après, mentrestant, de forma autodidacta, i que li serví per a valorar el nivell de les traduccions teatrals que arribaven als escenaris barcelonins. Col·laborà a diverses publicacions catalanes de l'època: "La Nau", el setmanari i posteriorment diari esquerrà "L'Opinió", el prestigiós diari de tendència catalanista "La Publicitat" i, sobretot, al setmanari de política i cultura "Mirador", editat entre el 1929 i el 1937.
En aquesta darrera capçalera, des de la primeria fins al 1936 hi publicà un total de 57 articles, sobretot dedicats a la crítica teatral de les diverses estrenes que tenien lloc a Barcelona (entre elles, alguna del conegut dramaturg i contista bergadà Ramon Vinyes). Vers al 1933 realitzà una sèrie de viatges al sud-est asiàtic, des d'on envià reportatges a "La Publicitat" i, és clar, a "Mirador": la Xina, Xangai i Singapur van ésser alguns dels llocs objecte de la seva mirada analítica, però també irònica i bohèmia. Alguns dels temes tractats en aquests escrits foren la vida quotidiana dels russos que fugien de la misèria, i que miraven d'arribar a Xangai a través de la Xina, la vida bulliciosa als bars, restaurants i cabarets i, el cosmopolitisme que s'hi respirava per aquells anys.
Una bona mostra del caràcter i de la idiosincràsia del nostre biografiat és la seva curiositat i vitalisme pregons: arribà a ser cronista de l'afecció pel flamenc que amarava certs ambients noctàmbuls barcelonins; aquest interès el compartí amb dos altres autèntics periodistes de raça del país, col·laboradors també de "La Publicitat" i "Mirador", com van ésser el crític d'art i especialista en circ Sebastià Gasch i el manresà Josep Maria Planes, assassinat per elements vinculats a la FAI a la primeria de la Guerra Civil, al 1936.
Ramon Pei solia passar les vacances d'estiu a Gironella, al costat dels pares i germans (era el més petit dels 3 nois que, amb set germanes, completaven una extensa fillada). La família es dedicava a la contractació d'obres, car les diverses generacions dels Desclau n'eren mestres documentats des del segle xvii, tradició que seguiria en empeltar-se amb els Pei, procedents de La Corriu, terme de Guixers, a la veïna comarca del Solsonès.
Home de caràcter i comportament liberal, Ramon Pei seguia vivament la política catalana de la seva època: comptava amb l'amistat personal del President Francesc Macià, que havia compartit taula amb ell a la seva casa gironellenca. Pei estava al corrent de les interioritats i diatribes internes dels grups polítics del Parlament de Catalunya, sobretot de l'Esquerra Republicana de Catalunya.
Tot això patí un fort trasbals amb el començament de la Guerra Civil, al juliol del 1936: a la darreria d'aquest mes, el seu germà gran, Josep, l'hereu i fundador-gerent de l'empresa "Edificis i Construccions", moria assassinat a mans d'un grup d'incontrolats simpatitzants de la FAI. El desgavell i el desgovern es feren amos de la situació política i social. Ramon Pei passà a França i, d'allí a Sant Sebastià, on s'incorporà al Terç de Requetès de Nostra Senyora de Montserrat, unitat formada per voluntaris catalans, sobretot provinents dels rengles carlins, que lluitaren al costat dels Exèrcits comandats pel general Franco.
Allà, es retrobà amb un bon amic seu i de les lletres catalanes, anys a venir historiador de la nostra literatura, el medievalista Martí de Riquer que perdé un braç als combats, a més a més d'altres coneguts seus de Gironella. Amb de Riquer escriu la lletra de l'Himne del Terç de Montserrat. És nomenat caporal i se'n va al front de Guadalajara, passà després a Àvila i participa més endavant a la campanya de conquesta de la vall extremenya de La Serena. Finalment, al front de l'Ebre, on tingué lloc l'esgarrifosa batalla que duu aquest nom, va combatre a la zona de Vilalba dels Arcs, a la Terra Alta, on el Terç gairebé acabà desfet. En una escomesa a una cota que s'havia de prendre, al 28 d'agost del 1938, una bala matà l'ara sergent Ramon Pei, quan li mancava ben poc per a fer els trenta-un anys.